# Wahre Männer
Wahre Männer (Originaltitel: Real Men) ist eine US-amerikanische Filmkomödie aus dem Jahr 1987. Die Regie führte Dennis Feldman, der auch das Drehbuch schrieb. Die Hauptrollen spielten James Belushi und John Ritter.

## Handlung
Der Geheimagent Pillbox wird von einem Attentäter aus dem Hinterhalt erschossen, als er gerade im Wald in einem geheimen Auftrag unterwegs ist. Er war der Verbindungsmann zu einer UFO-Besatzung. Der CIA-Agent Nick Pirandello wird beauftragt, den Pillbox zum Verwechseln ähnlich sehenden Handelsvertreter Bob Wilson zum Treffen mit den Außerirdischen zu eskortieren. Wilson ist eigentlich ein typischer Durchschnitts-Amerikaner, jedoch sehr durchsetzungsschwach. So wird er beim Versuch, das von den Nachbarn gestohlene Fahrrad seines Sohnes zurückzuholen, von diesen zusammengeschlagen.
Pirandello weiht Wilson in den Geheimauftrag ein. Demnach soll er sich mit einem Alien in Washington treffen, welcher der Menschheit wahlweise eine mächtige Waffe oder ein Mittel zur Rettung der Welt anbietet – diese steht nämlich unmittelbar vor einer Umweltkatastrophe. Im Gegenzug verlangen die Außerirdischen lediglich ein Glas Wasser. Wilson weigert sich zunächst, mit Pirandello zu kommen. Als jedoch auf beide geschossen wird und im Verlauf des Schusswechsels große Teile seines Hauses zerstört werden, folgt er Pirandello. Seiner Familie wird während seiner Abwesenheit vorgegaukelt, er habe aufgrund der Schießerei einen Nervenzusammenbruch erlitten und befinde sich im Krankenhaus.
Die beiden komplett unterschiedlichen Charaktere müssen zahlreiche Schwierigkeiten überwinden. Die Russen vom KGB wollen anstelle der Amerikaner die Verhandlungen führen, aber auch die eigenen Leute von der CIA, die als Clown agieren, spielen ein doppeltes Spiel: Statt die Welt zu retten, wollen sie lieber die mächtige Waffe an sich bringen. Wilson, der sich in eine sich als Dominia entpuppende Dame verliebt hat, trifft sich schließlich mit dem Alien, gibt ihm ein Glas Wasser und bekommt das Mittel, womit die Welt gerettet ist. Er kehrt schließlich als völlig neuer Mensch mit ungeahnten Kräften nach Hause zurück, verprügelt die diebischen Nachbarn, holt das Fahrrad seines Sohnes zurück und schlägt auch den Milchmann in die Flucht, der seiner Ehefrau nachgestellt hatte.

## Kritiken
Chuck O’Leary lobte in Fantastica Daily die Darstellung des Paars Belushi und Ritter, den Film beschrieb er als „amüsant“.
Jack Sommersby bezeichnete die Komödie auf EFILMCRITIC.COM als „unlustig“, das Zuschauen als „schmerzhaft“. Die Zeitschrift TV direkt 7/2006 lobte die „schrillen“ und „albernen“ Gags.